# Trachylepis spilogaster
Trachylepis spilogaster (калахарійський деревний сцинк) — вид сцинкоподібних ящірок родини сцинкових (Scincidae). Мешкає в Південній Африці.

## Поширення і екологія
Калахарійські деревні сцинки мешкають в Анголі, Намібії, Південно-Африканській Республіці і західній Ботсвані. Вони живуть в сухих саванах, в сухих руслах річок. Ведуть деревний спосіб життя.